# 9168 Sarov
9168 Sarov este o planetă minoră (asteroid), cu un diametru de 5,84 km, din centura de asteroizi. A fost descoperită pe 18 septembrie 1987 la Observatorul Astrofizic din Crimeea⁠(d) de Liudmila Cernîh și a fost numită după Sarov. 
Obiectul prezintă o orbită caracterizată de o semiaxă mare de 2,4297331 UAi, o excentricitate de 0,15, o înclinație de 8,80144 ° în raport cu ecliptica.